# Евлампий (Пятницкий)
Архиепископ Евлампий (в миру Пётр Никитич Пятницкий; 1794, Пошехонский уезд, Ярославское наместничество — 12 марта 1862, Свия́жский Богоро́дице-Успе́нский мужско́й монасты́рь, Казанская губерния) — епископ Русской православной церкви, архиепископ Тобольский и Сибирский.

## Биография
Родился в 1794 году в с. Пятницкое Пошехонского уезда в семье священника Ярославской епархии Никиты Добратина.
С 1805 года учился в Ярославской духовной семинарии, с 1816 года — в Московской духовной академии. Окончил последнюю 18 сентября 1820 года со степенью магистра богословия и был назначен бакалавром.
21 ноября 1822 года пострижен в монашество; 6 декабря рукоположен во иеродиакона, а 9 декабря — во иеромонаха.
24 ноября 1824 года возведён в сан архимандрита.
С 15 февраля 1826 года — инспектор академии; с 19 марта — настоятель Дмитровского Борисоглебского монастыря и в том же году назначен экстраординарным профессором академии.
С 31 декабря 1828 года — член Московского духовного цензурного комитета.
С 28 марта 1830 года — настоятель Московского Знаменского монастыря.
С 27 апреля 1831 года — настоятель Можайского Рождество-Богородичного Лужецкого монастыря.
18 ноября 1831 года назначен ректором Вифанской духовной семинарии.
В годы ректорско-преподавательской деятельности архимандрита Евлампия характеризовали добрым, непридирчивым, но очень нерасторопным. Он был плохой администратор и преподаватель. Студенты не любили ни его лекции, ни его записки. Изучение его записей они считали для себя настоящим наказанием и поэтому часто осыпали автора беспощадными сарказмами.
Но многие студенты были последователями его благочестивой жизни. Он отличался необыкновенным усердием к равноевангельскому житию. Из 35 студентов его выпуска 10 приняли монашество.
11 февраля 1834 года хиротонисан во епископа Екатеринбургского, викария Пермской епархии, в Казанском соборе Санкт-Петербурга.
Вступив на пост архипастырского служения, преосвященный Евлампий произвел самое приятное впечатление на свою паству и духовенство, а последующая постническая и благочестивая жизнь ещё более укрепила к нему всеобщую любовь. Он часто говорил проповеди, чем привлекал народ к посещению богослужений. Даже многие из раскольников уважали преосвященного. Из жизни архиепископа Евлампия известен один случай, который можно назвать подвигом и благодаря которому народ ещё более полюбил своего архипастыря.
В 1839 году, когда загорелась Златоустовская церковь, преосвященный сам приехал на пожар и стал служить водосвятный молебен. По окончании молебна он сквозь огонь пробрался на колокольню и стал окроплять святой водой все горящее. Пожар прекратился.
С 22 июня 1840 года — епископ Орловский и Севский.
С 12 ноября 1844 года по 15 июня 1852 года — епископ Вологодский и Великоустюжский.
13 июня 1852 года назначен на Тобольскую кафедру с возведением в сан архиепископа.
30 июля 1856 г. уволен на покой в Свияжский Богородицкий монастырь.
Скончался 12 марта 1862 года. Погребен в Свияжском Успенском монастыре Казанской епархии, в пристройке к Никольскому храму.

## Сочинения
- Новый год, или подготовительные к покаянию поучения.
- Первая седмица святого Великого поста, или краткие поучения на каждый день первой седмицы Великого поста.
- Обозрение Святой Четыредесятницы, особенно в отношении к паремиям, читаемым на 6-м часе и вечером ежедневной великопостной службы. — Казань, 1861.
- Святая Четыредесятница, содержащая поучения на каждый день первой седмицы, на каждую неделю Великого поста и на каждый день Страстной седмицы. — М., 1858.

## Комментарии
1. ↑  С. Пятницкое находилось в 42 верстах от Пошехонья[1] и относилось к 1-му стану Пошехонского уезда Ярославской губернии; не сохранилось, ныне — территория Пошехонского района Ярославской области[2].